# Jos De Cock
Jos De Cock, née le 15 janvier 1934 à Courtrai (Belgique) et morte le 10 octobre 2010 à Paris (16e), est une artiste belgo-française, peintre, aquarelliste, graveuse, sculptrice.

## Biographie
Jos De Cock a reçu sa formation à l'académie d'Etterbeek (Belgique), ou elle suit de cours de 1950 à 1954. Elle y obtient le Diplôme d'Enseignement Professionnel du Dessin. En Belgique, elle suit également des cours de l'Atelier Edgard Tytgat.
Elle s'installe à Paris en 1956, ou elle s'inscrit à l'Académie de la Grande-Chaumière. Elle y fréquente l'atelier d'André Lhote.
Elle commence à exposer en 1956. 
Artiste, elle deviendra par la suite l’épouse du critique d’art Pierre Restany.
Elle est inhumée avec Pierre Restany au cimetière du Montparnasse.

## Distinctions
- Prix Lathan Foundation International Poster Contest (États-Unis), 1952, 1953, 1954[5],[6]
- Prix de la Jeune Peinture Belge, 1958[5],[6]
- 3e Prix de la Peinture Etrangère, Amis du Musée d'Art Moderne, Paris, 1958 [7]
- Médaille de la ville de Paris, 1960[5],[6],[8]

## Collections publiques
- Museo De La Solidaridad Salvador Allende à Santiago, Chili[9]
- Musée d'Art Moderne de Paris [10]
- Bibliothèque nationale de France [11]

## Principales expositions personnelles
- 1956 Bruxelles, Belgique, Galerie Renoir
- 1956 Paris, France, Galerie Apollo
- 1956 Paris, France, Galerie Voyelles
- 1958 Paris, France, Galerie Colette Allendy
- 1958 Paris, France, Club des Quatre-Vents
- 1962 Knokke-le-Zoute, Belgique, Galerie du Casino[12]
- 1963 Bruxelles, Belgique, Galerie Ravenstein
- 1963 Genève, Suisse, Galerie Saint-Germain
- 1963 Liège, Belgique, A.P.I.A.W[13]
- 1965 Paris, France, Galerie Saint-Luc
- 1967 Anvers, Belgique, Galerie Campo
- 1970 Londres, Grande-Bretagne, Roland, Browse et Delblanco
- 1977 Saint-Paul-de-Vence, France, Musée Municipal
- 1979 Paris, France, Galerie Jean-Pierre Lavignes
- 1980 Rio de Janeiro, Brésil, Galerie "Café des Arts"
- 1984 Montpellier, France, Musée Olivier Brice, Château de Cambous - Vios en Laval
- 1985 Nancy, France, Galerie Municipale, Hôtel de Ville
- 1986 Paris, France, Paris Art Center[14]
- 1987 Paris, France, Galerie Eolia[15]